# 梅花旗
梅花旗（ばいかき）とは、中華民国が1980年代以降「チャイニーズタイペイ」として国際的なスポーツ大会へ参加する際に使用している旗の通称である。中華民国の国花である梅の中に青天白日の紋章とオリンピックシンボルを配したデザインとなっている。1981年（民国70年）にチャイニーズタイペイオリンピック委員会（中華オリンピック委員会）の会旗として制定され、後に梅花旗の意匠をベースとした旗も複数制作されている（後述）。

## 意味合い
中華オリンピック委員会は、梅花旗のデザインの意味を下記のように説明している。
- 白地に赤と青で描かれた梅の花は、中華民国の国旗の色を現している。また、梅は中華民国の国花（中国語版）である。
- 中央に描かれた白日の十二条の光芒は、秩序ある輪廻、終わりのない命を表しており、中華民国の国章が持つ意味合いも込められている。

なお、旗に描かれれているオリンピックシンボルは、1981年に締結された「オリンピック・シンボルの保護に関するナイロビ条約」によって、IOCの許諾を得ない商業利用が禁止されている。

## 歴史
1949年（民国38年）の両岸分断以降、中国には台湾の中国オリンピック委員会と大陸の中国オリンピック委員会の2つの国内オリンピック委員会（NOC）が並立する状態となった。1954年（民国43年）にギリシャのアテネで行われた国際オリンピック委員会（IOC）年次総会で双方の「中国オリンピック委員会（英: Chinese Olympic Committee）」が承認されたが、「二つの中国」が並立することに反対した大陸側の中国オリンピック委員会は1958年（民国47年）にIOCを脱退した。
中華民国が国連を脱退した後の1979年（民国68年）、日本の名古屋で開かれたIOC執行委員会にて、台湾側の中華オリンピック委員会が対外的に「チャイニーズタイペイオリンピック委員会（英: Chinese Taipei Olympic Committee）」の名称、中華民国の国旗・国歌とは異なる、IOCに承認された旗・歌を使用して残留することを条件に、大陸側の中国オリンピック委員会をIOCに復帰させることが議決された（名古屋決議）。1980年（民国69年）、中華オリンピック委員会の職員であったバイアスロン選手の翁明義によって新たな委員会旗の複数の案が作成され、総統の蔣経国によって「梅花五環旗」が新会旗に選ばれた。1981年（民国70年）3月23日、スイスのローザンヌのIOC本部にて、中華オリンピック委員会とIOCと間でローザンヌ協定が締結され、名称・旗・歌の変更が合意された。以降、オリンピックやアジア競技大会などの中華オリンピック委員会が主管する総合競技大会では、中華民国は梅花旗と中華オリンピック委員会会歌を使用するようになった。
梅花旗の制定後、中華民国の団体が国際的な大会に参加する際は、オリンピック委員会が関係しない大会でも梅花旗を使用するようになった。具体的な使用例としては、バレーボール世界選手権、ワールドベースボールクラシック（野球代表）、FIFAワールドカップ・予選（サッカー代表）などが挙げられる。一方で、梅花旗の意匠をベースに独自の代表旗を制作した事例もあり、ユニバーシアード代表団（1991年大会以降）、バラリンピック代表団（1992年大会以降）、デフリンピック代表団（1993年大会以降）、国際技能競技大会代表団（1993年大会以降）、FIRST Robotics Competition代表団がそれぞれ独自の代表旗を使用している（#派生旗参照）。また、中華民国の一部国内競技連盟は、梅花旗のデザインを基にした団体旗を制定・使用している。
なお過去の資料によると、2010年以前には青天白日の紋章やオリンピックシンボルのデザインが若干異なる梅花旗が使用されていた（後述）。

## 派生旗

### 現在使用されている旗
- パラリンピックのチャイニーズタイペイ代表団旗
（兼：中華パラリンピック総会会旗）
- ユニバーシアードのチャイニーズタイペイ代表旗
（兼：中華民国大専院校体育総会（中国語版）会旗）
- デフリンピックのチャイニーズタイペイ代表旗
（兼：中華民国聴障者体育運動協会会旗）
- 中華民国バレーボール協会（中国語版）会旗
- FIRST Robotics Competitionのチャイニーズタイペイ代表旗
- 国際技能競技大会のチャイニーズタイペイ代表旗

### 過去に使用されていた旗
- 中華オリンピック委員会章
（ - 1979）
- 過去に使用されていたデザインの梅花旗
（1981 - 1986）
- 過去に使用されていたデザインの梅花旗
（1986 - 2010）
- 過去に使用されていたパラリンピックのチャイニーズタイペイ代表団旗
（兼：中華パラリンピック総会会旗）
（1994 - 2004）
- 過去に使用されていたデフリンピックのチャイニーズタイペイ代表団旗
（兼：中華民国聴障者体育運動協会会旗）
（1997 - 2019）
- 中華民国サッカー協会の旧会旗
（ - 2006）